# Левин, Гец Аронович
Гец Аронович Левин (12 октября 1898, Гомель Могилёвской губернии — 23 августа 1965, Москва) — советский учёный в области радиотехники, основатель новых кафедр в МВТУ, МАИ и МЭИС.

## Биография
Родился 12 октября 1898 в г. Гомель. Окончил физико-математический факультет МГУ им. Ломоносова (1919) и электротехнический факультет МВТУ им. Баумана (1924) по специальности инженер-радист.
С 1918 года работал сначала в отделе статистики Наркомтруда, затем в других организациях. После окончания МВТУ возглавил строительство одной из первых советских радиовещательных станций, с 1927 года руководил строительством завода № 2 «Профрадио» Наркомпочтеля и потом работал там главным инженером. Затем — главный инженер завода Мосэлектрик, НИИ-12 авиационной промышленности.
С 1928 г. преподавал и вёл научную работу в МЭИ, с 1930 зав. кафедрой радиоаппаратостроения, в 1932 г. создал и возглавил факультет электрической связи. Параллельно с 1936 г. преподавал в МЭИС на кафедре радиоприемных устройств, в 1937—1939 зав. кафедрой радиоприемных устройств МИИС и с 1935 по 1941 г. возглавлял организованную им кафедру спецэлектротехники в МВТУ. Также им была создана кафедра радиоприборов в МАИ.
В 1938 г. присвоена ученая степень кандидата технических наук, в 1940 г. утверждён в ученом звании профессора.
В 1938—1943 гг. главный инженер НИИ авиационной промышленности (НИИ-12, НИСО).
В 1943 г. возглавил кафедру радиоприемных устройств МЭИ, которой руководил более 10 лет.
В 1956 году вернулся в МЭИС на кафедру радиоприемных устройств, где подготовил и читал курс радиорелейных линий. В 1959 г. создал и возглавил новую кафедру радиотехнических систем, которой руководил до последних дней жизни.

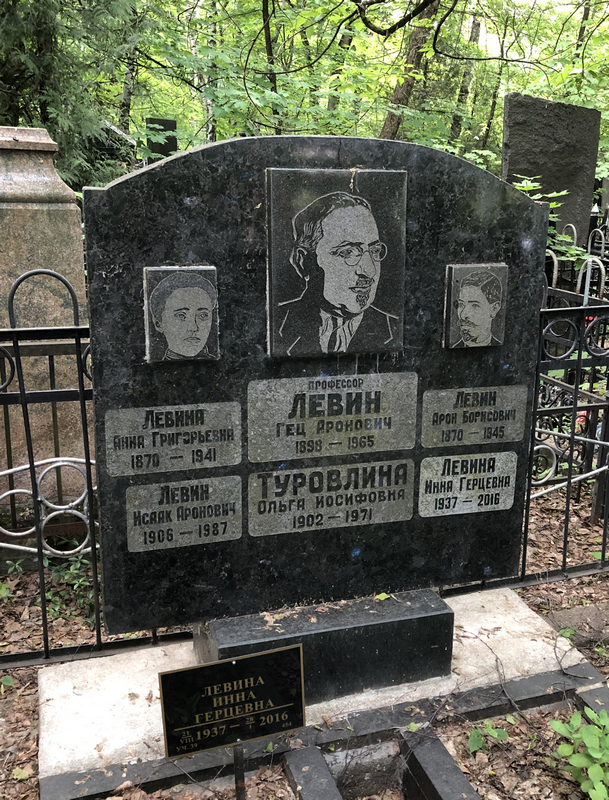
Надгробный памятник Левину Гец Ароновичу. Востряковское кладбище г. Москвы

Скоропостижно умер в ночь на 23 августа 1965 г. Похоронен на Востряковском кладбище г. Москвы.

## Научная деятельность
Научные интересы: теория цепей, радиоприемные устройства, радиорелейные линии, радиолокация, радиоуправление, теория информации, вычислительная техника.
Был одним из разработчиков базового учебного плана специальности 0701 «Радиотехника». Под его руководством подготовлено и защищено более 70 кандидатских и докторских диссертаций.